# Dialecto berciano

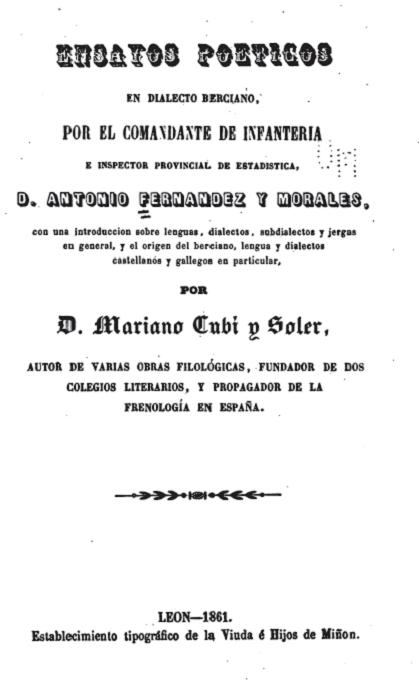
Portada del libro "Ensayos poéticos en dialecto berciano" (edición de 1861) de D. Antonio Fernández y Morales.

Dialecto berciano es el nombre genérico de las variedades dialectales tradicionalmente habladas en la comarca del Bierzo. Estas variedades forman parte del continuum dialectal romance del noroeste de la península ibérica, y tienen puntos en común con el asturleonés, el gallego y en menor medida, otras variedades romances.[cita requerida] Existen o existían variedades locales con su propia identidad, como por ejemplo, el habla de Bembibre (buecés), la de Toreno (toreniense) o la del Fornela de base asturleonesa y el Ancarés, el charro de Villafranca, la fala del Valle de Finolledo y las del Valle de Valcarce y la Merindad de Aguiar; las dos últimas forman parte del gallego oriental. El dialecto ancarés tiene similitudes con el berciano, pero por falta de estudios académicos no se incluye como variante local de él.

## Dificultad de clasificación

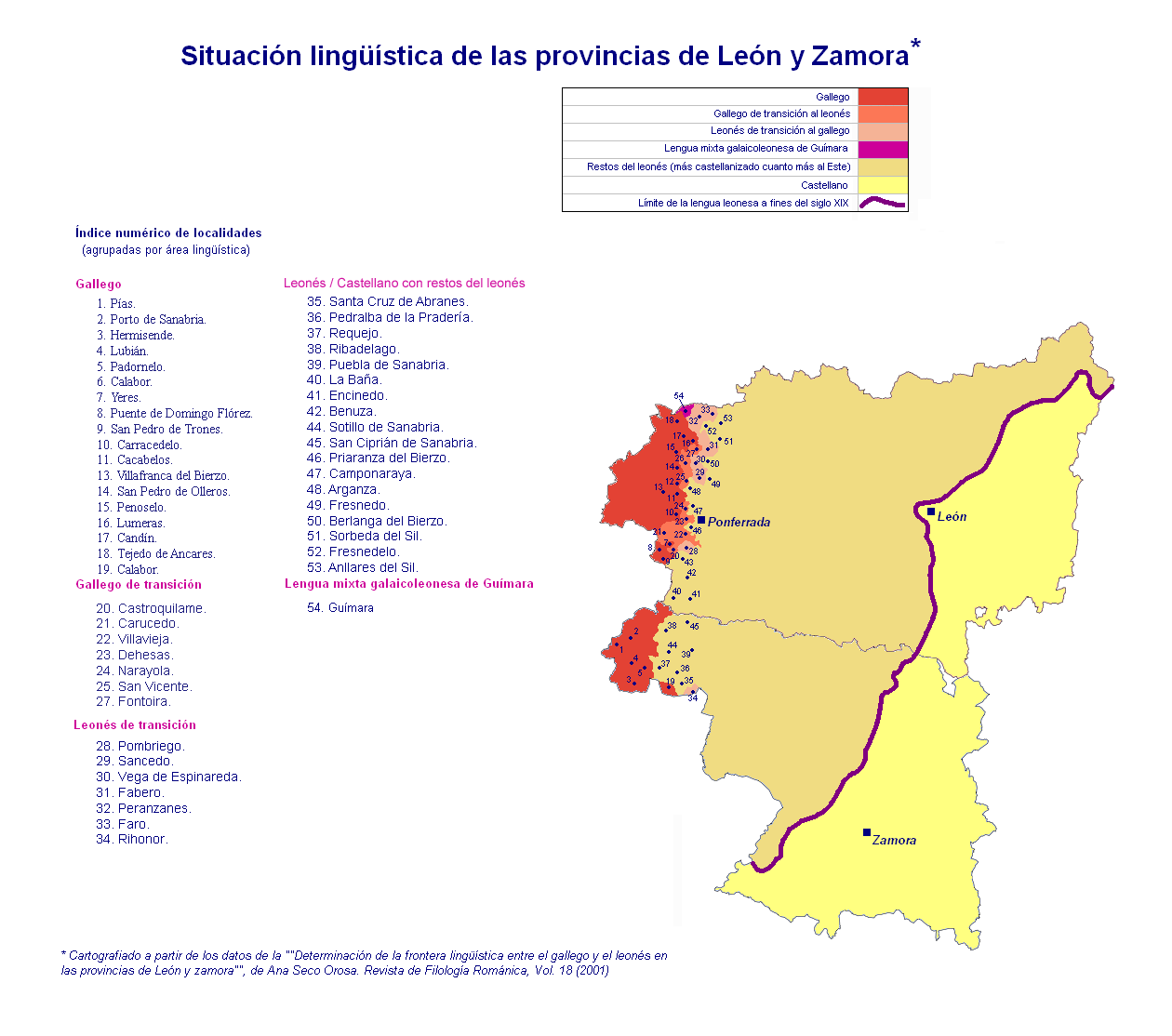
Mapa lingüístico actual de las provincias de Zamora y León.

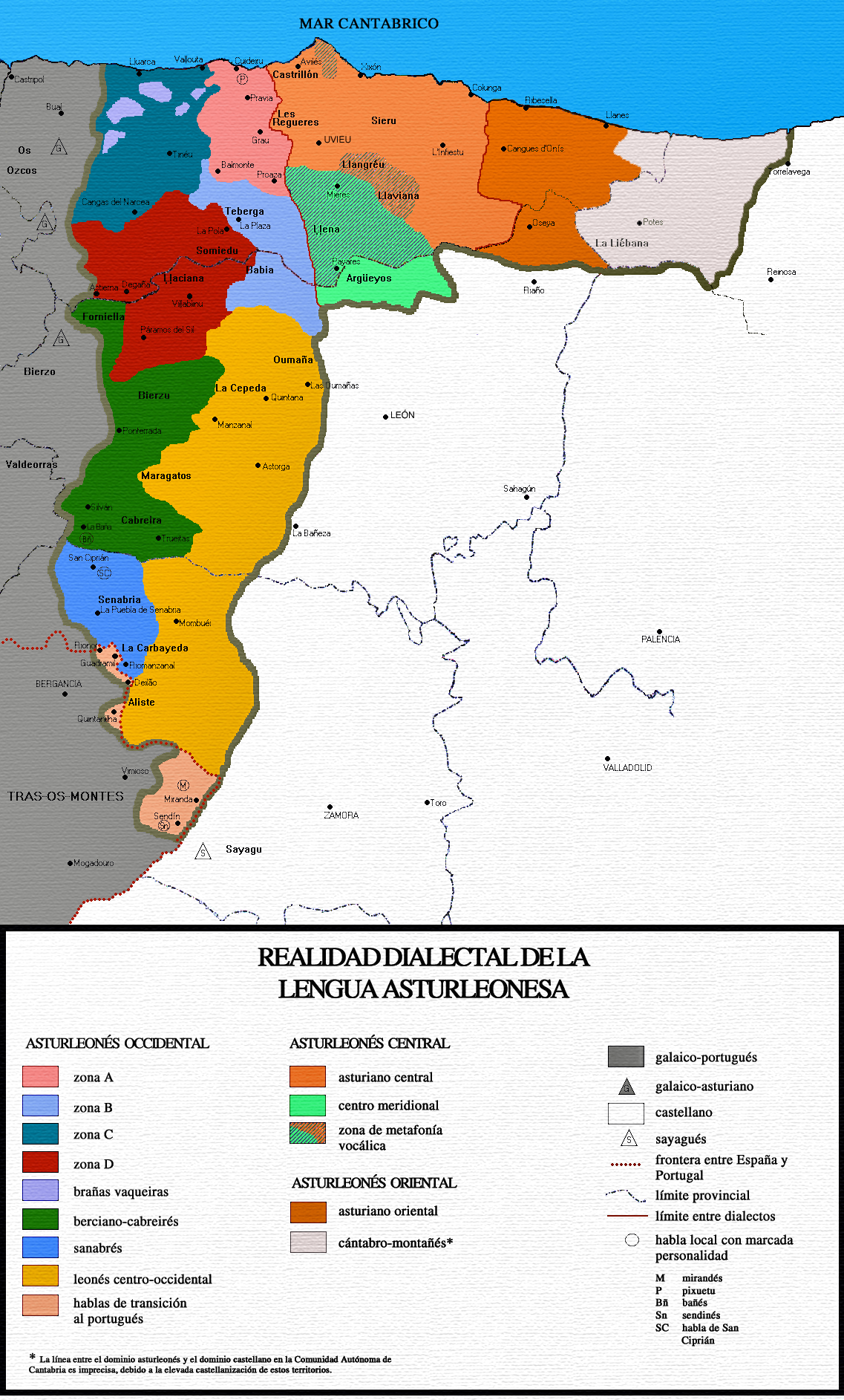
Mapa dialectal del dominio lingüístico asturleonés.